# Eciton vagans
Eciton vagans é uma espécie de formiga do gênero Eciton.